# قطعنامه ۱۸۲۱ شورای امنیت
قطعنامه  ۱۸۲۱ شورای امنیت سازمان ملل متحد که در تاریخ ۲۷ ژوئن ۲۰۰۸ تصویب شد، سندی بین‌المللی دربارهٔ بررسی وضعیت خاورمیانه است. این قطعنامه طی نشست ۵۹۲۶ام با ۱۵ رای موافق، ۰ مخالف و ۰ ممتنع تصویب شد.